# Alcippe
Az Alcippe  a madarak osztályának verébalakúak (Passeriformes) rendjébe és a Pellorneidae családjába  tartozó nem. Egyes szervezetek a Leiothrichidae családba sorolják ezt a nemet is.

## Rendszerezésük
A nemet Thomas Horsfield írta le 1821-ben, egyes fajok besorolása vitatott:
- Alcippe pyrrhoptera
- Alcippe brunneicauda
- Alcippe poioicephala
- Alcippe grotei
- Alcippe nipalensis
- Alcippe davidi[1] vagy Alcippe morrisonia davidi[2]
- Alcippe fratercula
- Alcippe peracensis
- Alcippe hueti
- szürkearcú alcippe (Alcippe morrisonia)
- Alcippe cinerea[2] vagy Schoeniparus cinereus[1]
- Alcippe variegaticeps[2] vagy Schoeniparus variegaticeps[1]
- Alcippe castaneceps[2] vagy Schoeniparus castaneceps[1]
- Alcippe klossi[2] vagy Schoeniparus klossi[1]
- Alcippe rufogularis[2] vagy Schoeniparus rufogularis[1]
- Alcippe dubia[2] vagy Schoeniparus dubius[1]
- Alcippe brunnea[2] vagy Schoeniparus brunneus[1]

## Előfordulásuk
Dél- és Délkelet-Ázsiában honosak. A természetes élőhelyük a szubtrópusi vagy trópusi erdők és cserjések. Állandó, nem vonuló fajok.

## Megjelenésük
Testhosszuk 10-16,5 centiméter közötti.